# Idiops vandami
Idiops vandami är en spindelart som först beskrevs av Hewitt 1925.  Idiops vandami ingår i släktet Idiops och familjen Idiopidae. Inga underarter finns listade i Catalogue of Life.